# Viðar Örn Kjartansson
Viðar Örn Kjartansson (ur. 11 marca 1990 w Selfoss) – islandzki piłkarz, grający na pozycji napastnika w Vålerenga Fotball; król strzelców ligi islandzkiej, norweskiej i izraelskiej, reprezentant Islandii, uczestnik Euro 2016.

## Kariera klubowa

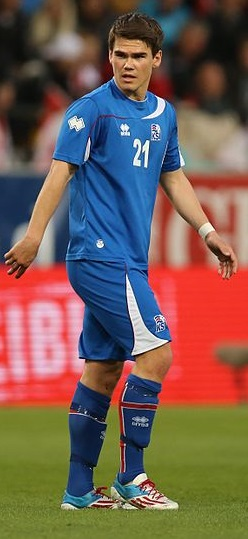
Kjartansson podczas meczu z Austrią w 2014 roku

Kjartansson rozpoczął karierę w Selfoss. W 2006 został włączony do pierwszego składu tej drużyny. W lutym 2009 został zawodnikiem Vestmannaeyja. W maju 2010 wrócił do Selfoss. W lutym 2013 podpisał trzyletni kontrakt z Fylkir. W barwach tego klubu został królem strzelców ligi islandzkiej sezonu 2013 (wraz z dwoma innymi zawodnikami). W październiku 2013 przebywał na testach w Celtiku Glasgow, ostatecznie jednak nie został piłkarzem tego klubu. W grudniu 2013 podpisał trzyletni kontrakt z Vålerenga Fotball, w której zadebiutował 28 marca 2014 w przegranym 0:2 meczu z Molde FK. W barwach tego klubu został królem strzelców Tippeligaen w sezonie 2014 z 25 golami.
W styczniu 2015 podpisał trzyletni kontrakt z Jiangsu Sainty. W styczniu 2016 podpisał kontrakt do 2018 roku z Malmö FF. W sierpniu 2016 podpisał czteroletni kontrakt z Maccabi Tel Awiw. Zadebiutował w tym klubie 11 września 2016 w zremisowanym 2:2 meczu z Beitarem Jerozolima. Został wybrany napastnikiem sezonu 2016 w lidze szwedzkiej, a także królem strzelców ligi izraelskiej w sezonie 2016/2017 z 19 golami.
W sierpniu 2018 podpisał czteroletni kontrakt z FK Rostów. W marcu 2019 został wypożyczony do Hammarby IF. W lipcu 2019 został wypożyczony do końca sezonu do Rubina Kazań, jednakże w styczniu 2020 wypożyczenie zostało skrócone, a zawodnik trafił na wypożyczenie do Yeni Malatyasporu. W sierpniu 2020 podpisał dwuipółletni kontrakt z Vålerenga Fotball.

## Kariera reprezentacyjna
W reprezentacji Islandii zadebiutował 30 maja 2014 w zremisowanym 1:1 meczu towarzyskim z Austrią, w którym zszedł z boiska w 60. minucie. 9 maja 2016 znalazł się na liście rezerwowej zawodników powołanych na Euro 2016.

## Życie prywatne
Jego młodsza siostra Katrin Arna Kjartansdóttir również jest piłkarką.